# Dommartin-aux-Bois
Dommartin-aux-Bois ([dɔmaʁˈtɛ̃ o ˈbwa] ) ist eine französische Gemeinde mit 399 Einwohnern (Stand: 1. Januar 2022) im Département Vosges in der Region Grand Est (bis 2015 Lothringen). Sie gehört zum Arrondissement Neufchâteau (bis 2024 Épinal) und ist Mitglied im Gemeindeverband Communauté de communes de Mirecourt Dompaire. Die Bewohner werden Dommartinois und Dommartinoises genannt.

## Geografie

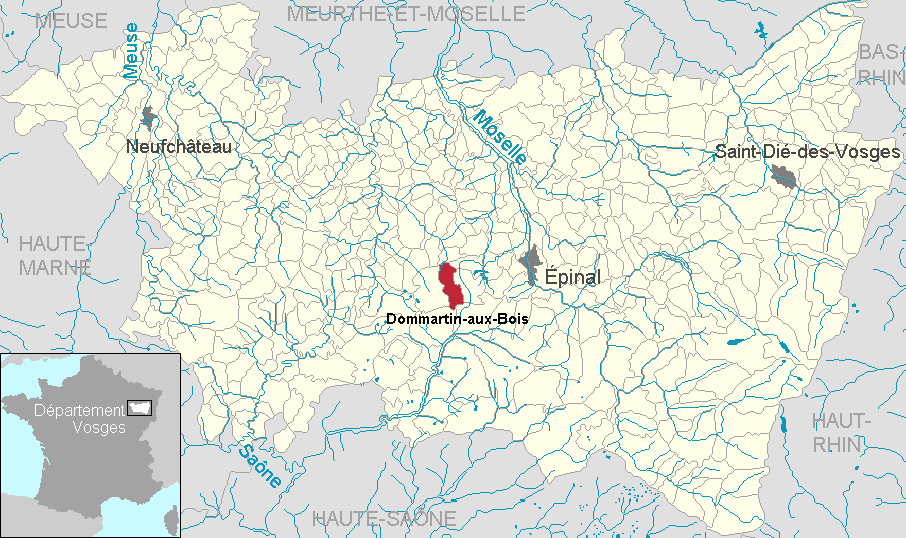
Lage der Gemeinde Dommartin-aux-Bois im Département Vosges

Dommartin-aux-Bois liegt auf dem Hochplateau der Vôge etwa 60 Kilometer südlich von Nancy und 13 Kilometer westlich von Épinal. Die Wasserscheide Nordsee-Mittelmeer verläuft durch das Gemeindegebiet. Niederschläge in den Weilern Barbonfaing und Agémont fließen nach Süden zur Rhône und im Weiler Adoncourt nach Norden über die Gitte zum Rhein ab.
Nachbargemeinden von Dommartin-aux-Bois sind Gorhey im Norden, Chaumousey im Nordosten, Girancourt im Osten, Uzemain im Südosten, Charmois-l’Orgueilleux im Süden, Harol im Westen sowie Damas-et-Bettegney (Berührungspunkt) im Nordwesten.

## Geschichte
1984 zerstörte eine schwere Fallböe 94 Gebäude, 190 Hektar mit Feldfrüchten bebautes Ackerland und 3000 Bäume.

### Bevölkerungsentwicklung
| Jahr      | 1962 | 1968 | 1975 | 1982 | 1990 | 1999 | 2007 | 2018 |
| Einwohner | 241  | 309  | 288  | 309  | 360  | 336  | 390  | 390  |

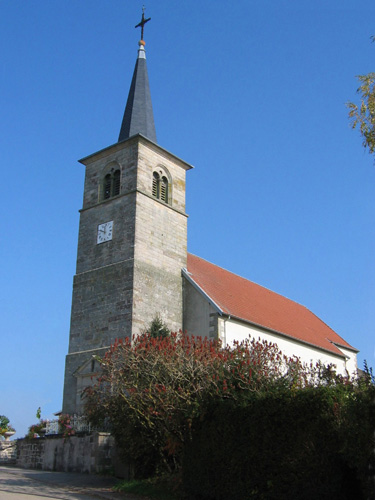
Kirche Saint-Martin
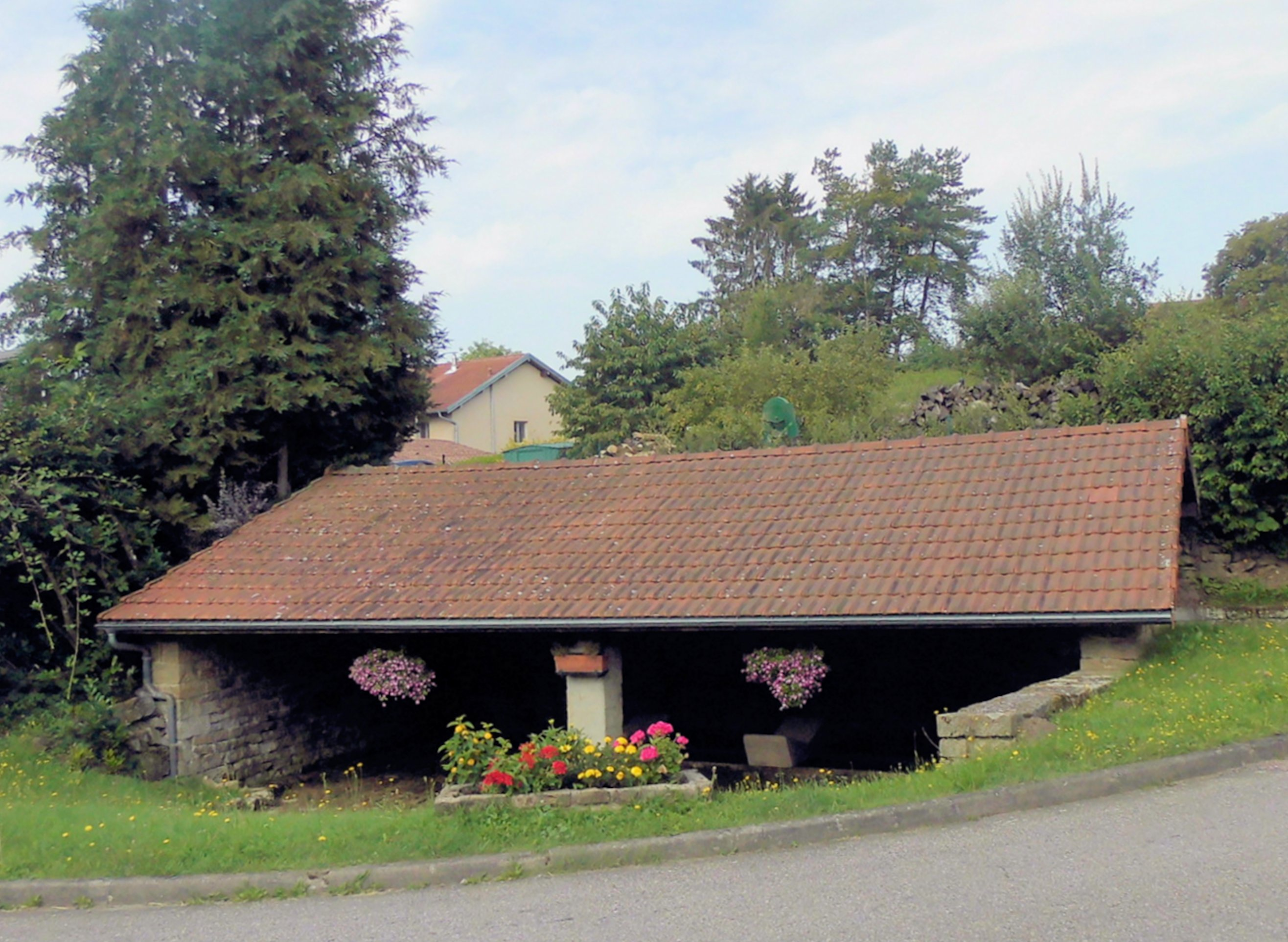
Lavoir im Ortsteil Agémont